# ريشما وشيرا
ريشما وشيرا (بالهندية: रेशमा और शेरा) (بالإنجليزية: Reshma Aur Shera)‏ هو فيلم درامي وجريمة هندي عام 1971 من إنتاج وإخراج سونيل دوت وبطولة وحيدة رحمن في دور ريشما وسونيل دوت في دور شيرا. كما أنه من النجوم فينود خانا، أميتاب باتشان، راكي، رانجيت، كيه. إن. سينغ، جايانت وأمريش بوري في الأدوار الداعمة.  ابن سونيل دوت، سانجاي دوت، الذي كان يبلغ من العمر 12 عامًا في ذلك الوقت، يظهر لفترة وجيزة كمغني قوالي في أول ظهور سينمائي له.

## ملخص
في ظل خلفية راجستان، ريشما (رحمن) وشيرا (دوت) يحبان بعضهما البعض وسط عداوة عنيفة بين عشيرتيهما. عندما تكتشف عائلاتهم علاقتهم، ينفذ تشوتو (باتشان)، أوامر والده ساجات سينغ (جايانت) بقتل والد ريشما (كيه إن سينغ) وشقيقها المتزوج حديثًا جوبال (رانجيت). بسبب عدم قدرته على تحمل حزن زوجة جوبال الأرملة (راكهي)، يقتل شيرا والده معتقدًا أنه هو من ضغط على الزناد بالفعل. بعد هذه المأساة، سينتهي الخلاف بين عائلة ريشما وشيرا بمزيد من المأساة حيث يؤدي سوء الفهم إلى المزيد من إراقة الدماء بين العشائر.
تتعهد شيرا بقتل تشوتو وحماية عائلة ريشما. تبحث شيرا عن تشوتو، الذي يختبئ في منزل ريشما ويطلب الحماية منها. تصل أحداث الفيلم إلى ذروتها عندما تنتظر شيرا خارج منزل ريشما لقتل تشوتو. في هذه اللحظة، يخرج تشوتو وريشما من المنزل كزوجين. يلاحظ شيرا وجود السندور على جبين ريشما ويدرك أنه لا يستطيع قتل تشوتو لأنه أصبح الآن زوجها، وبالتالي إنهاء إراقة الدماء. في حزنه، أنهى شيرا حياته باستخدام بندقيته، تمامًا كما انهارت ريشما بعد أن توسلت للسماء أن تأخذ حياتها بعيدًا، وسقطت جثتها على جثة شيرا. بينما كان العشاق يرقدون ميتين في الصحراء، أخذت عاصفة هوائية دور البطولة، ودفنت جثتيهما في الرمال.

## الممثلون
- وحيدة رحمن في دور ريشما [2]
- سونيل دوت في دور شيرا
- أميتاب باتشان في دور تشوتو [3]
- فينود خانا في دور فيجاي
- راخي في دور أخت زوجة ريشما
- رانجيت في دور جوبال
- جايانت في دور ساجات سينغ
- كيه. إن. سينغ في دور تشودري
- أمريش بوري في دور رحمت خان
- سانجاي دوت في دور مغني القوالي
- نافال كومار في دور جاغات سينغ

## موسيقى
| أغنية                    | مغني           |
| ------------------------ | -------------- |
| "تو شاندا"               | لاتا مانغيشكار |
| "ماين آج باوان مين"      | لاتا مانغيشكار |
| "تاوبا تاوبا ميري تاوبا" | آشا بهوسل      |
| "جاب سي لاجان لاجاي ري"  | آشا بهوسل      |
| "ظالم مري شراب"          | مانا دي        |
| "نفرات كي إيك هي توكار"  | مانا دي        |
| "إيك ميثي سي تشوبان"     | لاتا مانغيشكار |

## روابط خارجية
- ريشما وشيرا على موقع IMDb (الإنجليزية)
- ريشما وشيرا على موقع روتن توميتوز (الإنجليزية)
- ريشما وشيرا على موقع أول موفي (الإنجليزية)
- ريشما وشيرا على موقع فيلمافينيتي (الإسبانية)
- ريشما وشيرا على موقع قاعدة بيانات الفيلم (الإنجليزية)
- ريشما وشيرا على موقع ليتربوكسد (الإنجليزية)
- ريشما وشيرا على موقع كينوبويسك (الروسية)